# Vol ADC Airlines 086
Le 7 novembre 1996, les pilotes du vol ADC Airlines 086, un vol intérieur régulier opéré par un Boeing 727 de la compagnie nigériane ADC Airlines, qui reliait Port Harcourt à Lagos, au Nigeria, ont perdu le contrôle de l'appareil, lors de la phase d'approche vers l'aéroport international Murtala-Muhammed, en voulant éviter une collision en vol avec un autre 727 au décollage, qui s'est écrasé, à très grande vitesse, dans une lagune au nord-est de Lagos. 
Les 144 passagers et membres d'équipage à bord ont tous péri dans l'accident, qui reste, à ce jour, la quatrième catastrophe aérienne la plus meurtrière de l'histoire du Nigeria.

## Avion

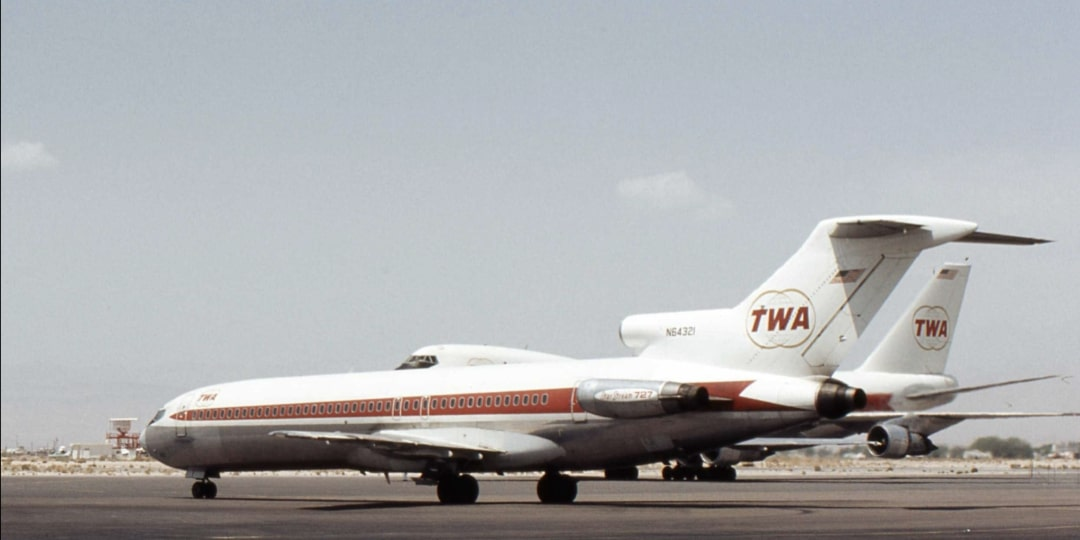
Le 727 impliqué dans l'accident, alors qu'il opérait pour la TWA, ici en juillet 1972.

Le vol 086 était assuré par un Boeing 727-231 âgé de 27 ans, immatriculé 5N-BBG (numéro de série 20054/718). Il a été construit en 1969 et appartenait auparavant à la Trans World Airlines (TWA), avec comme immatriculation N64321. Il a été acquis par ADC Airlines en 1995, soit un an avant l'accident. Cet avion de ligne court/moyen-courrier, équipé de trois moteurs Pratt & Whitney JT8D-9A, cumulait 64 956 heures de vol et 44 613 cycles (décollage/atterrissage) au moment de l'accident.

## Passagers et équipages
L'avion transportait 134 passagers et 10 membres d'équipage. Parmi les passagers se trouvaient le célèbre politologue nigérian Claude Ake (en) et F. I Ajumogobia, ancien chef de mission à l'UNESCO.
L'équipage était composé du trois commandant de bord - Dafieko Emmy Sama (responsable des communications radio), Babajide Afolabi Afonja et Lawrence Usen - et du mécanicien navigant Bashiru Adegonke Folorunsho. Le commandant Usen était alors en fin de formation et était le pilote aux commandes (PF) de l'avion pendant la majeure partie du vol.

## Déroulement du vol
À 15h52 heure locale, le vol 086 a décollé de Port Harcourt et a grimpé à son altitude assigné de 24 000 pieds (7 300 m). Le vol s'est ensuite déroulé sans incident jusqu'à l'approche sur l'l'aéroport international Murtala-Muhammed de Lagos.
Alors que l'avion approchait de Lagos, l'équipage avait l'intention de descendre à 16 000 pieds (4 900 m). Cependant, un avion portant l'indicatif d'appel 5N-MPN a croisé le vol 086 à une altitude de 23 000 pieds (7 000 m). Comme le vol 086 se trouvait à 24 000 pieds (7 300 m), ils ont dû retarder leur descente. Puis, une fois l'avion passé, le contrôle aérien (ATC) a autorisé le vol 086 à descendre à 16 000 pieds (4 900 m). Les pilotes ont alors fait descendre l'avion à une vitesse élevée. 
Pendant sa descente à 16 000 pieds (4 900 m), l'ATC de Lagos a alors demandé à l'équipage de voler au cap 320 et de se maintenir au niveau de vol FL50 (5 000 pieds, 1 500 m). Au même moment, un autre 727, assurant le vol 185 de la compagnie Triax Airlines, était au départ de Lagos, à destination d'Enugu, et grimpé au FL160 (16 000 pieds, 4 900 m). Le contrôleur aérien de Lagos pensait à tort qu'il avait autorisé le vol 086 à descendre à 10 000 pieds (3 000 m) et qu'il se trouvait alors en dessous de l'avion de Triax Airlines. Le contrôleur a donc immédiatement demandé au vol 086 de redescendre vers 300 pieds (91 m).
Le vol 086 descendait à 16 000 pieds (4 900 m), tandis que le vol 185 montait à 15 000 pieds (4 600 m) ; les deux appareils se sont alors retrouvés sur une trajectoire de collision. Le TCAS du vol 086 a alors émis une alerte, avertissant l'équipage de réduire sa descente et de commencer à monter afin d'éviter une collision avec le vol 185. À ce stade, l'équipage avait déjà remarqué l'arrivée du vol 185.
Lorsque le TCAS a donné l'alerte, le commandant Sama a immédiatement pris le contrôle du vol. Il a décidé de désobéir à l'ordre du contrôleur d'aller au cap 300 et a fait tourné le vol 086 plus à droite, vers le cap 330. Le contrôleur s'en est rendu compte et a encouragé les équipages en déclarant « C'est mieux ! ». Le commandant Sama a fait tourné l'avion vers la droite avec un angle d'inclinaison de 44°.
Cependant, cet angle n'a pas été maintenu. Après 10 secondes, l'angle d'inclinaison a commencé à augmenter, atteignant 65 puis 68° pendant 5 secondes. Il a continué à augmenter jusqu'à atteindre 83° d'inclinaison. Le 727 est alors rapidement entré dans une situation de décrochage, qui a été causée par l'angle d'inclinaison trop important de l'avion. Il a rapidement perdu son altitude et a piqué du nez, en se renversant sur le dos ; l'accélération verticale a atteint 8,44 G.
L'équipage du vol 086 a tenté de sauver l'appareil, qui semblait se rétablir, car l'accélération verticale s'est alors réduite à 2,10 G, lorsqu'il s'est écrasé dans la lagune de Lagos, à une vitesse de plus de 490 nœuds (910 km/h), tuant sur le coup les 144 personnes à bord.

## Causes
Au début, la crainte d'un sabotage était largement répandue, car l'une des victimes était le professeur Claude Ake, un éminent critique de Sani Abacha, alors chef de la junte militaire au Nigeria. L'enquête a par la suite conclu qu'il n'y avait aucun signe de sabotage ayant pu conduire au crash du vol 086.
La cause principale de l'accident a été déterminée comme étant une erreur de la part du contrôleur aérien, notamment la séparation désordonnée du trafic par le contrôleur radar, qui a résulté du guidage du vol 086 vers une trajectoire de collision avec le vol 185. Les pilotes ont également été jugé fautif pour avoir procédé à un changement de cap vers le 330, au lieu du 300 indiqué par l'ATC, et la manœuvre dangereuse effectuer pour éviter une éventuelle collision avec l'avion de Triax Airlines.